# Фінал кубка Італії з футболу 1936
Фінал Кубка Італії з футболу 1936 — фінальний матч розіграшу Кубка Італії сезону 1935—1936, в якому зустрічались «Торіно» та «Алессандрія». Матч відбувся 11 червня 1936 року на «Стадіо Луїджі Ферраріс» в Генуї.

## Шлях до фіналу
| Торіно     | Торіно       | Раунд                            | Алессандрія | Алессандрія   |
| ---------- | ------------ | -------------------------------- | ----------- | ------------- |
| Суперник   | Результат    | Кубок Італії з футболу 1935—1936 | Суперник    | Результат     |
| Реджана    | 2–0 вдома    | 1/16 фіналу                      | Кремонезе   | 4–1 на виїзді |
| Катанія    | 8–2 вдома    | 1/8 фіналу                       | Модена      | 4–0 вдома     |
| Ліворно    | 4–2 дч вдома | 1/4 фіналу                       | Лаціо       | 1–0 вдома     |
| Фіорентіна | 2–0 вдома    | 1/2 фіналу                       | Мілан       | 1–0 вдома     |

## Фінал
| 11 червня 1936 |

| Торіно                                     | 5:1 | Алессандрія  |
| ------------------------------------------ | --- | ------------ |
| Галлі 8', 70' Сілано 20', 76' Бускалья 57' |     | Річчарді 14' |

| «Стадіо Луїджі Ферраріс», Генуя Глядачів: 9 697 Арбітр: Раффаеле Мастелларі |

|                |  |                   |  |
|                |  |                   |  |
| В              |  | Джузеппе Майна    |  |
| З              |  | Луїджі Брунелла   |  |
| З              |  | Освальдо Ферріні  |  |
| ПЗ             |  | Чезаре Галлеа     |  |
| ПЗ             |  | Антоніо Янні      |  |
| ПЗ             |  | Філіппо Прато     |  |
| Н              |  | Маріо Бо          |  |
| Н              |  | Фіораванте Бальді |  |
| Н              |  | Ремо Галлі        |  |
| Н              |  | П'єтро Бускалья   |  |
| Н              |  | Онесто Сілано     |  |
| Тренер:        |  |                   |  |
| Тоні Карньєллі |  |                   |  |

|              |  |                   |  |
|              |  |                   |  |
| В            |  | Уго Череза        |  |
| З            |  | Умберто Ломбардо  |  |
| З            |  | Джузеппе Туріно   |  |
| ПЗ           |  | Оресте Барале     |  |
| ПЗ           |  | Паскуале Пароді   |  |
| ПЗ           |  | Луїджі Мілано     |  |
| Н            |  | Умберто Бузані    |  |
| Н            |  | Джованні Річчарді |  |
| Н            |  | Альфредо Нотті    |  |
| Н            |  | Лучано Роботті    |  |
| Н            |  | Альдо Кроче       |  |
| Тренер:      |  |                   |  |
| Карл Штюрмер |  |                   |  |